# Long John Silver (comics)
Long John Silver est une très courte revue (3 numéros) de Charlton Comics parue entre 1956 et 1957.

## Contexte
En 1950 Walt Disney Productions sort la première version de L’Île au trésor en couleurs. Pour un film sans réelle vedette, le budget de 1,8 million de $ semble énorme. À l’arrivée, Disney obtient un succès mitigé, beaucoup de critiques sont sévères mais le public répond quand même à l’appel sans toutefois en faire le succès espéré. Pourtant Robert Newton qui joue le rôle de Long John Silver, soutient la comparaison avec Wallace Beery dans la version de 1934.

Sa composition est telle que Newton reprend le rôle du pirate unijambiste en 1954 dans Le Pirate des mers du Sud (Long John Silver) et toujours sous la direction de Byron Haskin et enfin dans une série pour la télé australienne qui au moment où est passée la commande n’est pas encore en état de diffuser !

Devant ce déchaînement Charlton Comics transforme sa revue Terry and the Pirates en Long John Silver and the Pirates tout en poursuivant la numérotation du journal précédent.

Pour mieux profiter de ces différents films et séries, Charlton donne à Silver le visage de Newton, lequel apparaît donc dans les 51 planches consacrées au fameux personnage.

Des 13 histoires qui seront publiées, 12 concernent les pirates dont 9 avec Long John Silver et 2 avec le Capitaine Kidd dans des aventures tout à fait fictives. Avec Henry Morgan et Barbe-Noire, le capitaine Kidd a une notoriété de pirate fortement établie dans le monde anglo-saxon. Pour autant c’est celui dont la carrière de pirate est la plus sujette à caution. Mais sa pendaison et l’exposition de son corps dans une cage de fer sur la Tamise ont beaucoup fait pour sa légende.

## Publications

### #30 (août 1956)
1.	Mutiny on the Hispaniola – 7 planches
2.	Long John Silver Meets an Ally – 5 planches
3.	The Raid – 5 planches
Contrairement à ce qu’indique le roman de Stevenson à savoir que l’île au Trésor est la seule aventure commune à Jim Hawkins et John Silver, les trois histoires de ce numéro intègrent le jeune homme.
The Happy Castaways – 7 planches
Cette histoire ne fait pas partie du cycle Long John Silver.

### #31 (décembre 1956)
4.	Evil Island – 6 planches (Dessins : Maurice Whitman)
Une histoire sans Jim Hawkins.
5.	The Crown of the Golden Idol – 7 planches (Dessins : Maurice Whitman)
Une histoire avec Jim Hawkins.
6.	The Captain Was a Lady – 6 planches (Dessins : Rocco Mastroserio)
Le nom du mousse qui accompagne Silver n’est jamais donné. Il est toujours appelé “lad”. On peut penser qu’il s’agit de Jim Hawkins.
Scarlet Vengeance – 7 planches (Dessins : Robert Webb)
Cette histoire fait partie du très court cycle du Captain Kidd.

### #32 (mars 1957)
The Man on a Raft – 6 planches
La deuxième et dernière histoire du cycle du capitaine Kidd.
7.	Gentleman Pirate – 5 planches
8.	Sad Sack of Puenta Rica – 5 planches
9.	Drydock Trouble – 5 planches
Les trois histoires sont sans Jim Hawkins.
Betty and Bob – 3 planches
À part une brève allusion à Jean Lafitte, cette bande, mal dessinée, n’a rien à voir avec le monde des pirates. Il s’agit de 2 gamins qui font un tour dans les bayous et sont menacés par des alligators.[non neutre]